# Paul Gray
Paul Dedrick Gray (Los Ángeles, 8 de abril de 1972 - Des Moines, 24 de mayo de 2010) fue un músico estadounidense, bajista y compositor de heavy metal, conocido por haber sido el bajista y cofundador de la banda de nu metal Slipknot.

## Biografía
Nació en Los Ángeles, California, donde se crio y poco después su familia y él se mudaron a Des Moines, Iowa. Cuando era joven se relacionó con Nuclear Blast y Vexx. En el boom del death metal a finales de los 80, tuvo su primera banda en 1989, pero en 1991, cambiaron su nombre a Inveigh Catharsisis. En 1993 esta banda se separó y ese mismo año formó el grupo de death metal llamado Body pit. Este grupo ayudó a la banda de Joey Jordison, llamada Modifidious. En esta banda (Body), también participó Mick Thomson en la guitarra. En 1995 dejó esta banda y junto a Shawn Crahan comenzaron a crear Slipknot.
Sus participaciones en los coros dentro de la banda destacan Spit it Out, Get This, People = Shit, Disasterpiece, Three Nil, Pulse of the Maggots y Before I Forget.
Se casó en agosto de 2008.
Falleció el 24 de mayo del 2010. Lo encontraron muerto por una sobredosis de morfina en un hotel de Iowa.

## Máscara
Al principio usaba una peculiar máscara de cerdo de látex; según él, ésta representaba un "problema respiratorio" que él padecía. El siguiente modelo que estrenó tenía cierta semejanza a la de Hannibal Lecter con unos clavos atravesándole la boca. Posteriormente, añadió a su máscara un detalle que simulaba un balazo en la frente.
La máscara primero era negra, pero con el tiempo habría ido adquiriendo un tono verdoso, sin dejar de lado el color blanco con matices de sangre. En 2008, para el álbum All Hope Is Gone la máscara perdió el balazo en la frente, también mostraba varias costuras y dos manchas blancas en los ojos de modo similar a Spawn, y conservaba aún los clavos en la boca.

## Otros proyectos y colaboraciones
Después de que la gira terminó en 2002, Paul empezó un proyecto llamado "F.O.R.", con miembros de American Head Charge, donde habrían grabado una demo, pero la banda se disolvió. Se unió a la banda de Stoner rock, Unida, en  2003 para una gira. En 2004, participó en el álbum, Roadrunner United: The All-Star Sessions del mismo sello, un concierto se hizo el 15 de diciembre del 2005, el cual fue filmado, para hacer un DVD con el nombre de "Roadrunner United The Concert", el cual se lanzó a la venta el 9 de diciembre de 2008. En 2006, estuvo de gira todo el año con la banda Reggie and the Full Effect, finales del mismo año grabaron un álbum, por problemas este no vio la luz hasta el 17 de junio de 2008. En 2007 participó en el nuevo álbum de la banda de post-hardcore, Drop Dead, Gorgeous. También mando a fabricar su propio modelo de bajo, Ibanez, el PGB1L y PGB2L, una versión modificada del ATK. Además fue lanzado a la venta un bajo diseñado por Ibanez en conjunto con la familia de Paul, el PGB2T.

## Muerte
Aproximadamente a las 10:54 a. m. del 24 de mayo de 2010, un empleado del hotel Towne Place de Urbandale, un suburbio de Des Moines en el estado de Iowa, llamó a la policía tras hallar el cuerpo inerte de Paul Gray, de 38 años, en una habitación del hotel.
Para ese momento no estaban claras las causas que habrían ocasionado el deceso de Gray. Se determinó que no había evidencias de homicidio, aunque la investigación se siguió llevando a cabo y el martes 25 de mayo se realizó una autopsia en la que además se le realizó un examen toxicológico para determinar si hubo algún factor que contribuyera con su muerte.
Ese mismo día, los miembros de Slipknot junto al hermano y la esposa de Paul convocaron una conferencia, dando unas palabras de lo que sentían tras la muerte de su amigo y compañero de Slipknot. Los integrantes de la banda se despojaron de sus habituales máscaras para ofrecer una emotiva conferencia de prensa, donde hasta las lágrimas se apoderaron del DJ, Sid Wilson.
"Es muy importante que todos, además de nosotros, entiendan que Paul Gray era la esencia de la banda Slipknot, y que Paul estuvo allí desde el mismísimo comienzo", dijo el percusionista M. Shawn Crahan, quien tocó con Gray en una de las primeras versiones de Slipknot a principios de la década de 1990. Crahan aseveró: "Ninguno de nosotros estaría en el camino que está ahora en la vida, o tendría el tipo de vida que tenemos, sin él".
El 26 de mayo en el sitio web de The Des Moines Register se publicaron las siguientes actualizaciones con respecto a la autopsia:
- la autopsia realizada a Paul Gray reveló que su muerte fue a causa de una sobredosis.
- la causa de muerte se sigue investigando y se espera el resultado de los exámenes toxicológicos.

James LoMenzo, exbajista de Megadeth, fue quien sustituyó a Paul en la gira de verano de Hail!. Curiosamente, David Ellefson era el bajista de Hail! hasta hacía poco y volvió a Megadeth. James LoMenzo era el bajista de Megadeth hasta ese momento, pero tras la llegada de Ellefson, dejó el grupo. Ahora se cierra un ciclo de nuevo cubriendo la plaza que iba a cubrir Paul Gray. Aclaración: Hail! es el nombre de una banda de música que Paul Gray creó en paralelo a su banda Slipknot.
Donnie Steele es el bajista sustituto de Paul Gray en Slipknot. Donnie Steele fue guitarrista de Slipknot durante el período de 1995. Quien fue sustituido por Mick Thomson. La razón de su regreso es debido a su continua buena relación con el grupo tras su marcha. Posteriormente, para el quinto álbum .5: The Gray Chapter fue sustituido por el bajista Alessandro Venturella.
Para el 23 de junio de 2010, los resultados de la autopsia estaban concluidos. En ella se reveló que murió a causa de una sobredosis accidental de morfina y su sustituto sintético, el fentanilo.

## Discografía

### ConSlipknot
- 1996: Mate. Feed. Kill. Repeat. (EP)
- 1997: Crowz
- 1999: Slipknot
- 1999: Welcome to Our Neighborhood
- 2001: Iowa
- 2002: Disasterpieces
- 2004: Vol 3: The Subliminal Verses
- 2005: 9.0 Live
- 2006: Voliminal: Inside the Nine
- 2008: All Hope Is Gone
- 2010: (sic)nesses

### Reggie And The Full Effect
- 2008: Last Stop: Crappy Town

### Como invitado especial
- 2005: The All-Star Sessions, de Roadrunner United
- 2007: Worse Than a Fairy Tale, de Drop Dead, Gorgeous

## Filmografía
- 1999: Welcome to Our Neighborhood
- 2002: Disasterpieces
- 2003: Rollerball
- 2006: Voliminal: Inside the Nine
- 2008: Nine: The Making of "All Hope Is Gone"
- 2008: Roadrunner United The Concert

## Equipamiento
- Warwick Corvette Bass
- Ibanez PGB1L
- Bajos tradicionales de 4 cuerdas, de afinación B F# B E.
- Warwick Thumb 4 strings
- Warwick streamer stage 2
- ProCo Rat 2